# Diatrichalus ruficollis
Diatrichalus ruficollis – gatunek chrząszcza z rodziny karmazynkowatych i podrodziny Lycinae.
Gatunek ten opisany został w 2000 roku przez Ladislava Bocáka.
Chrząszcz o ciele długości od 8,15 do 10,3 mm. Ubarwienie pomarańczowe (również zapiersia), tylko głowa, czułki, przedplecze i pokrywy ciemnobrązowe do czarnych. Przedplecze trapezowate. Pierwsze żeberko pierwszorzędowe sięga 1/6 długości pokryw, a drugie i trzecie łączą się ze sobą u ich wierzchołka. Żeberka drugorzędowe słabsze, niekiedy przerywane.
Gatunek orientalny, endemiczny dla filipińskiej wyspy Sibuyan.